# Каварія-кон-Премеццо
Каварія-кон-Премеццо (італ. Cavaria con Premezzo) — муніципалітет в Італії, у регіоні Ломбардія, провінція Варезе.
Каварія-кон-Премеццо розташована на відстані близько 520 км на північний захід від Рима, 45 км на північний захід від Мілана, 14 км на південь від Варезе.
Населення — 5823 особи (2014).

## Демографія
Населення за роками:

Станом на 1 січня 2023 року в муніципалітеті офіційно проживали 542 іноземці з 52 країн, серед них 63 громадяни країн Євросоюзу та 35 громадян України.

## Сусідні муніципалітети
- Безнате
- Кассано-Маньяго
- Галларате
- Єраго-кон-Ораго
- Оджона-кон-Санто-Стефано